# Marco Condulmer
Marco Condulmer (Venezia, tra il 1405 e il 1408 – Roma, tra il 1460 e il 1465) è stato un patriarca cattolico italiano.

## Biografia
Membro dei Condulmer, famiglia di estrazione popolare ma ricca e influente, viene spesso ricordato come nipote del cardinale Gabriele Condulmer anche se, più precisamente, ne era un lontano cugino (figlio di Nicolò o di Bartolomeo). Fu proprio il congiunto a favorirne la carriera ecclesiastica: entrato nella congregazione dei canonici di San Giorgio in Alga, poco dopo si trasferì al suo seguito a Roma.
Fu decano di Patrasso, quindi suddiacono della Santa Sede e poi castellano di Castel Sant'Angelo. Il 9 gennaio 1430 papa Martino V lo nominava vescovo di Avignone, e più tardi rettore del Contado Venassino e vicario apostolico in temporalibus di Avignone. A Martino successe proprio lo zio Gabriele con il nome di Eugenio IV, che gli confermò tutte le cariche e lo nominò definitivamente vescovo di Avignone (9 gennaio 1432).
I rapporti con gli Avignonesi furono a dir poco difficili e lo stesso Condulmer contribuiva a peggiorarli: non si trasferì stabilmente nella sede vescovile, preferendo rimanere nella Curia Romana; inoltre, assegnò le cariche pubbliche a persone di sua fiducia, tutte di origine italiana. Gli attriti sfociarono rapidamente nella rivolta armata e gli Avignonesi si rivolsero al concilio di Basilea, pretendendo la sostituzione del Condulmer. Il 20 giugno 1432 il concilio decideva di rimuovere Condulmer (che, peraltro, non aveva voluto raggiungere Basilea) e nominava vicario della città il cardinale Alfonso Carrillo de Acuña. La questione fu risolta definitivamente da Eugenio IV, che inviava Pierre de Foix ad Avignone in qualità di legato.
L'8 febbraio 1433 Condulmer diveniva governatore di Bologna al posto di Fantino Dandolo. Anche in questo caso, la nomina fu molto contrastata e il papa dovette ripeterla per ben cinque volte. A ciò si aggiungeva una difficile situazione interna, con le lotte tra i Canetoli, filo-milanesi, e i Bentivoglio. Benché il Condulmer avesse cominciato all'insegna della moderazione e del rispetto delle tradizioni religiose locali, finì presto coinvolto negli scontri e nella notte tra il 21 e il 24 maggio 1434 fu imprigionato con l'ambasciatore veneziano Paolo Tron dai Canetoli, accusato di ordire una congiura per aprire al Gattamelata le porte di Bologna.
La risposta della Serenissima non tardò a venire. La Repubblica bloccò tutti i mercanti bolognesi, mentre il Gattamelata minacciava di mettere a ferro e fuoco il territorio della città. Pur di riportare la pace, Eugenio IV lo sostituì con il vescovo di Spalato Bartolomeo Zabarella. Tra il giugno e il luglio successivi, il Condulmer fu liberato.
Nonostante tutto, la sua carriera ecclesiastica proseguiva. Sin dal 4 novembre 1433 era stato nominato vescovo di Tarantasia, ma non vi si recò mai, partecipando invece alla politica distensiva perseguita da Eugenio IV nei confronti della Chiesa greca. Nel 1437 fu inviato a Costantinopoli in qualità di legato apostolico. Il 28 febbraio 1438 divenne patriarca di Grado (la maggiore carica ecclesiastica della Repubblica di Venezia) e l'anno successivo attese al concilio di Firenze.
Nel 1444 divenne patriarca di Alessandria e dal 1445 fu amministratore della diocesi di Spoleto. L'ultima sua notizia è del 9 maggio 1459, quando risulta al seguito di papa Pio II in visita a Bologna.